# Gustav Adolf Uthmann
Gustav Adolf Uthmann (* 29. Juni 1867 in Barmen; † 22. Juni 1920 ebenda) war ein deutscher Komponist und Chorleiter.

## Leben

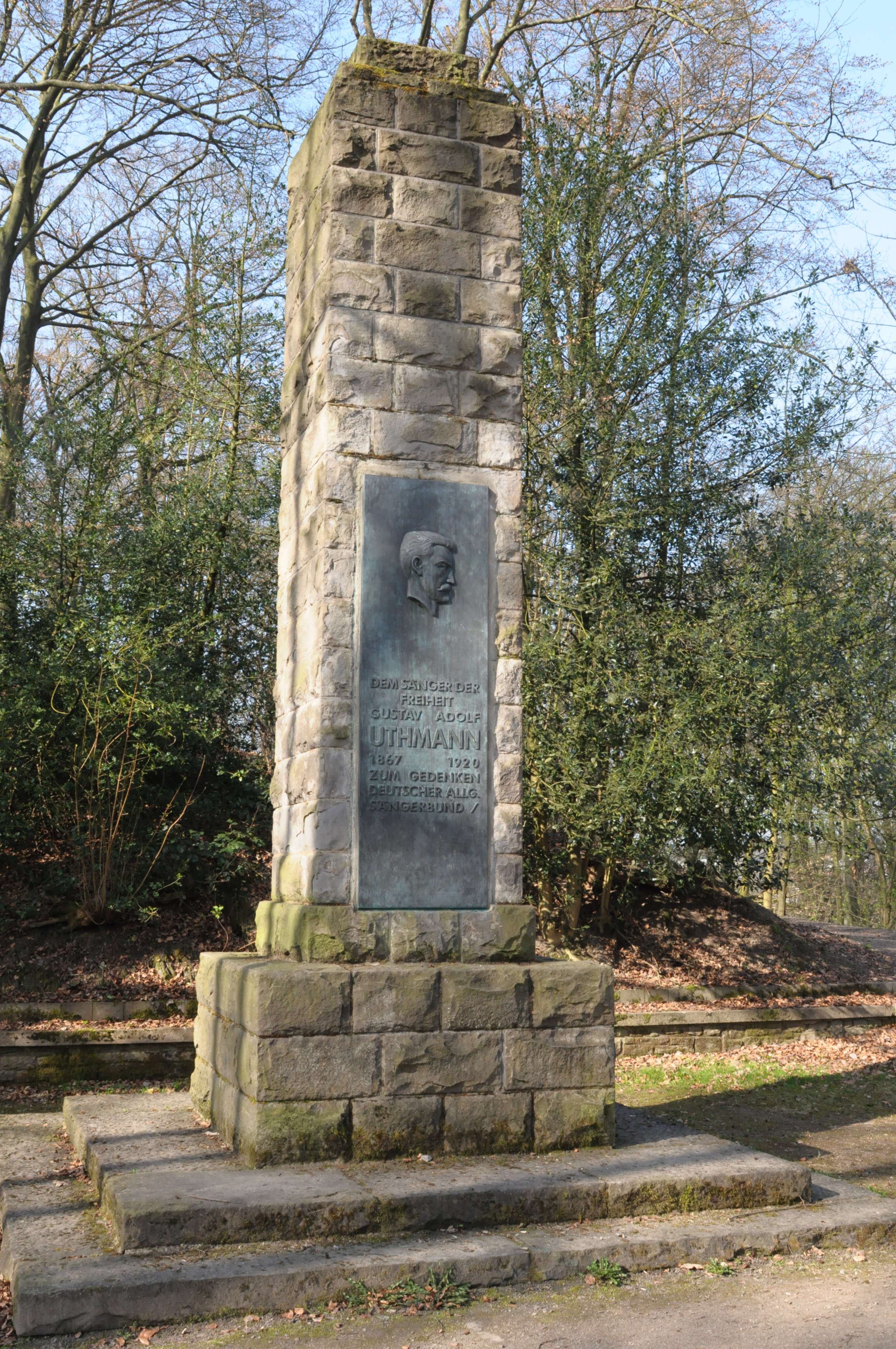
Gustav-Adolf-Uthmann-Denkmal im Nordpark in Barmen

Gustav Adolf Uthmann wollte zunächst Lehrer werden. Da sein Vater früh starb und er seine blinde Mutter und jüngere Geschwister versorgen musste, begann er eine Lehre als Färber. Dabei lernte er Vertreter der Arbeiterbewegung kennen und schloss sich dieser an. Er spielte mit Talent Posaune und bekam dank Förderern in weiterer Folge Unterricht in Violine, Klavier und – bei Georg Rauchenecker – Komposition ermöglicht.
Uthmann übte neben seiner Tätigkeit als Musiker stets einen anderen Hauptberuf aus. Als er wegen einer Augenerkrankung nicht mehr als Färber arbeiten konnte, war er für die Allgemeine Ortskrankenkasse tätig. Dort wurde er Hauptkassierer und zuletzt stellvertretender Geschäftsführer. Er wirkte als Chorleiter von neun Chören im Wuppertal, darunter ab 1891 für den Arbeitergesangverein Freier Sängerkreis. Uthmann komponierte über 400 Arbeiter-, Kampf- und Friedenslieder. Zu seinen bekanntesten Werken zählen Weltenfriede, Die Freiheit mein Lied, Empor zum Licht und Tord Foleson, aus dem eine viel zitierte Textstelle stammt: „Das Banner kann steh’n, wenn der Mann auch fällt.“ Auf Wunsch des Bundesvorstands der Arbeitersänger schuf er 1906 ein Männerchor-Arrangement der Internationale.
Gustav Adolf Uthmann starb im Alter von 52 Jahren an den Folgen einer Blutvergiftung. Er wurde in einem Ehrengrab auf dem Friedhof Bartholomäusstraße in Barmen bestattet.

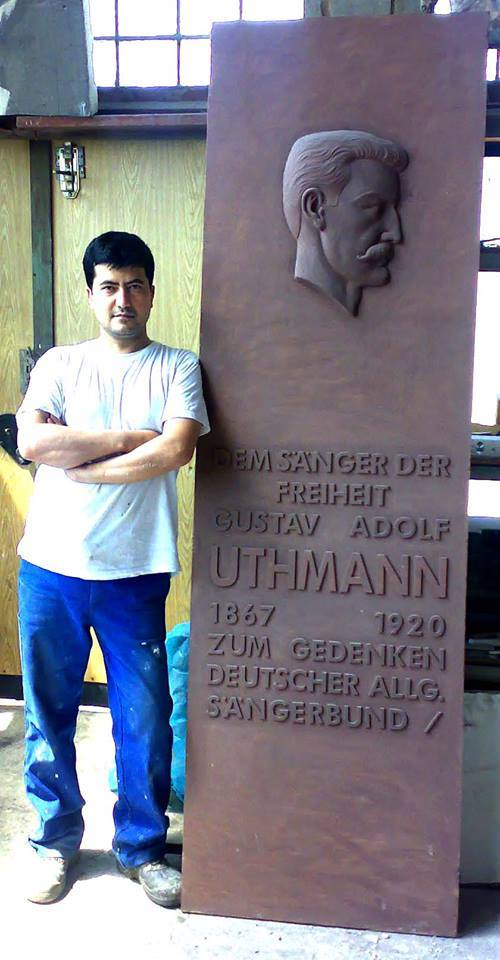
Bildhauer Schwan Kamal mit Relifskulptur.

Uthmann gilt als bekanntester und von seinen Zeitgenossen am meisten geschätzter Künstler in der deutschen Arbeitersänger-Bewegung. Nach ihm wurden in mehreren Städten Straßen benannt, unter anderem in Berlin, Dresden und Wien. Zu seinem zehnten Todestag ließ der Deutsche Arbeiter-Sängerbund im Nordpark in Barmen ein über sechs Meter hohes Gustav-Adolf-Uthmann-Denkmal errichten.
Das Denkmal wurde von der Kunstgiesserei Rolf Kayser und dem Künstler Schwan Kamal rekonstruiert.